# Tamara Dawydowna Katzenellenbogen

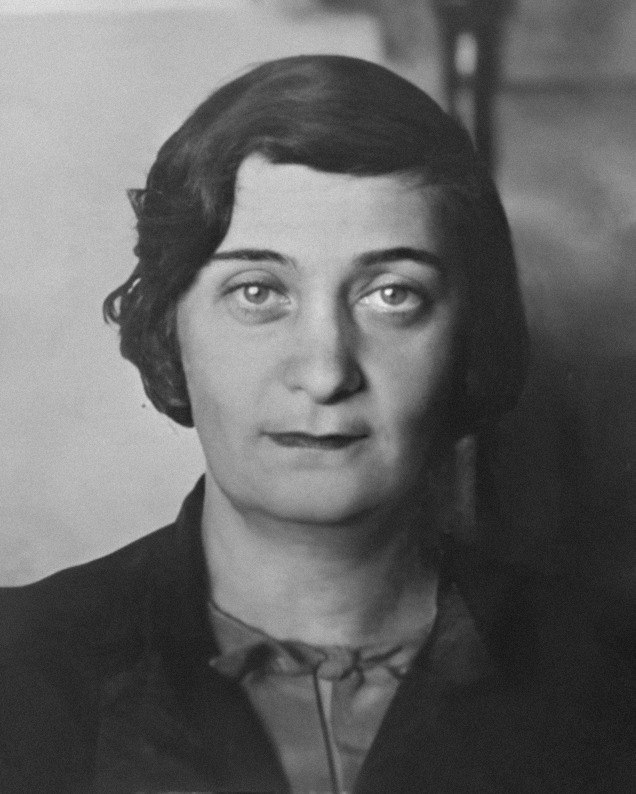
Tamara Katzenellenbogen

Tamara Dawydowna Katzenellenbogen (russisch Тамара Давыдовна Каценеленбоген; * 1894 in Dünaburg, Gouvernement Witebsk; † 1976 in Leningrad) war eine russisch-sowjetische Architektin und Städtebauerin.

## Leben
Tamara Katzenellenbogen studierte in St. Petersburg 1911–1916 in der Architektur-Abteilung der Höheren Polytechnischen Kurse für Frauen, die 1915 das Polytechnische Institut für Frauen wurden. Nach der Oktoberrevolution schloss sie das Studium an der Architektur-Fakultät des Petrograder Höheren Künstlerisch-Technischen Instituts 1923 ab, das aus der Kaiserlichen Akademie der Künste hervorgegangen war.
Katzenellenbogen erstellte ihr erstes Projekt 1923 für den Architektenwettbewerb für den Bau eines Palasts der Arbeit auf den Moskauer Leninbergen. Den 1. Preis gewann Noi Abramowitsch Trozki, jedoch wurde der Palast der Arbeit nicht realisiert. Sie entwickelte Projekte für die Bebauung des Rajons des Chemiekombinats für Duftstoffe TeSche in Kaluga und des Zentrums von Murmansk (1930). Sie baute in Leningrad mehrere Wohngebäudekomplexe. In Samara baute sie zusammen mit Noi Abramowitsch Trozki das Opern- und Ballett-Theater (1936–1938).
Nach dem Deutsch-Sowjetischen Krieg baute Katzenellenbogen 1951–1955 in Sotschi das Sanatorium Neues Sotschi.

## Werke

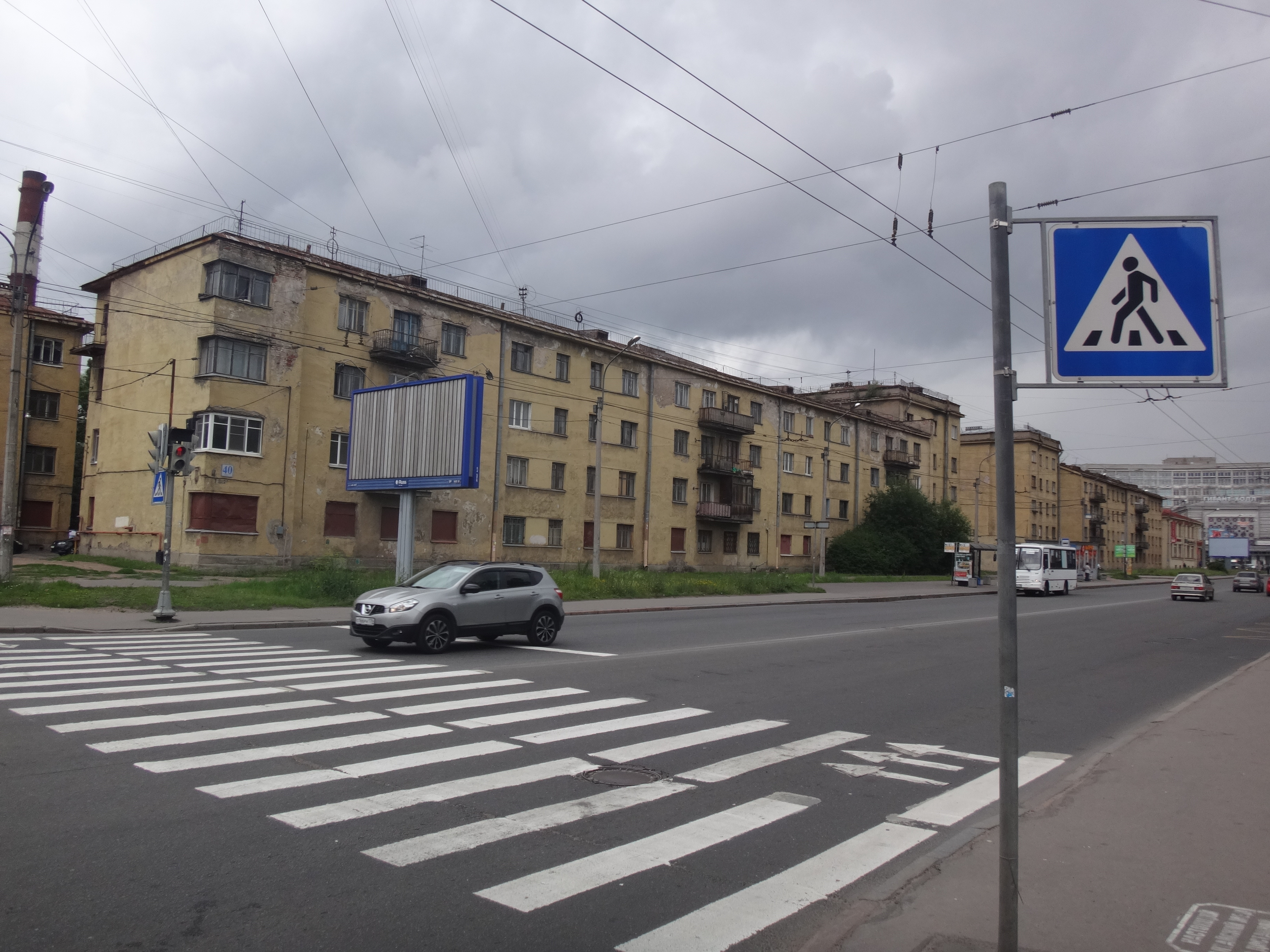
Kondratjewski Schilmassiw (1921–1931 mit G. A. Simonow, L. M. Twerskoi), Kondratjewski Prospekt 40, St. Petersburg
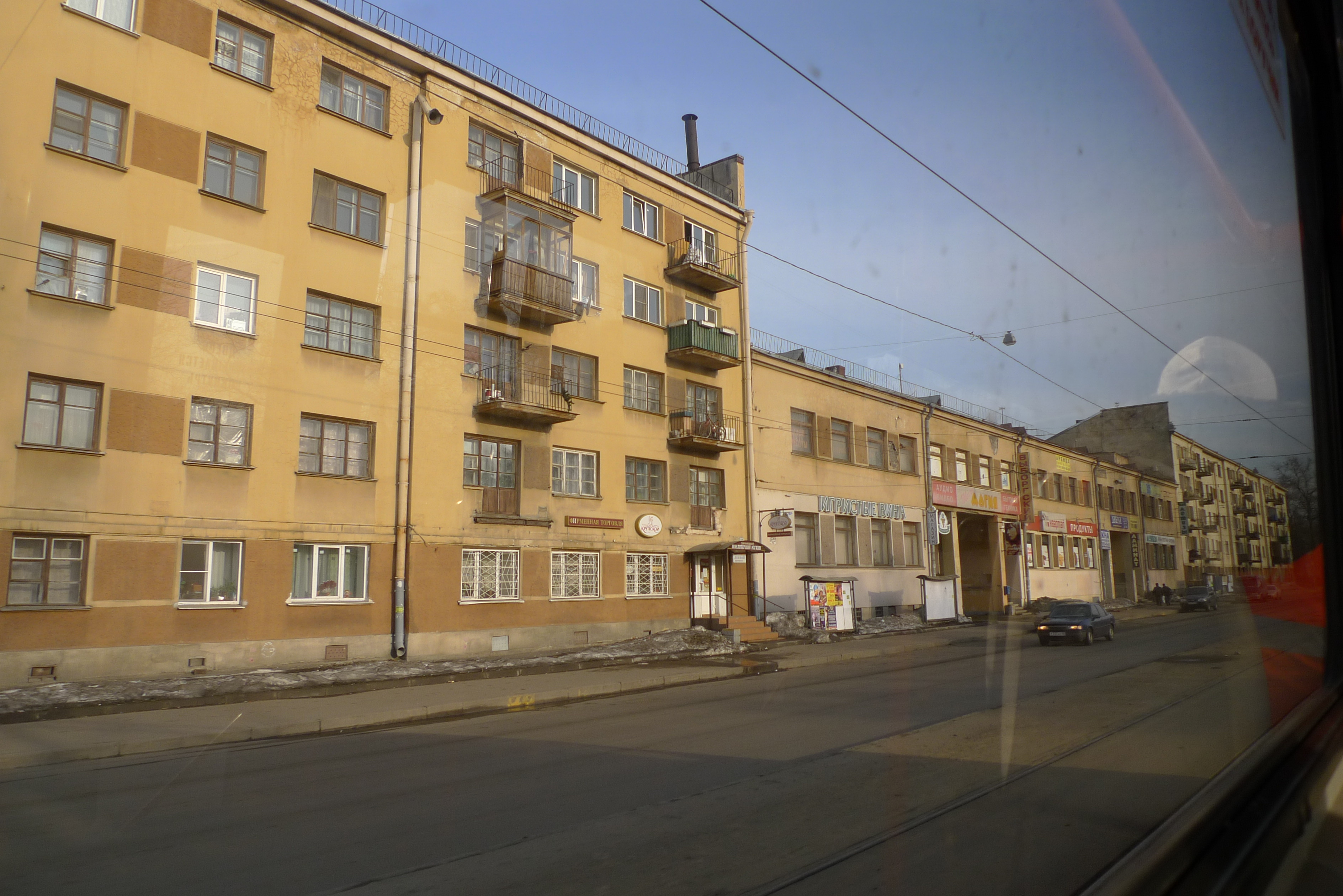
Bateninski Gorodok (1930–1933 mit G. A. Simonow, B. R. Rubanenko u. a.), Lesnoi Prospekt 37–39, St. Petersburg
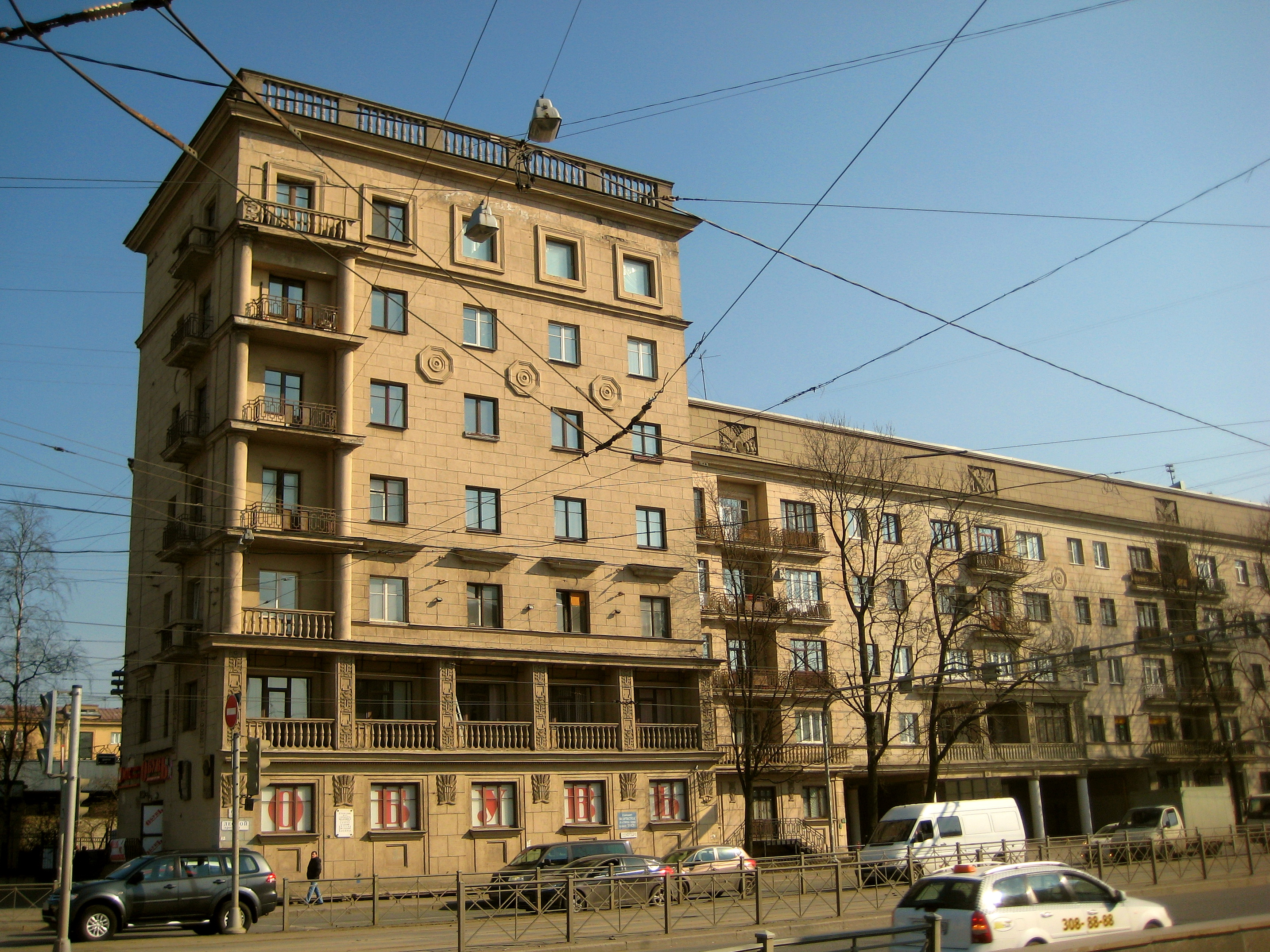
Haus der Spezialisten (1934–1937 mit G. A. Simonow, B. R. Rubanenko und dem Bildhauer G. A. Schulz), Lesnoi Prospekt 61, St. Petersburg
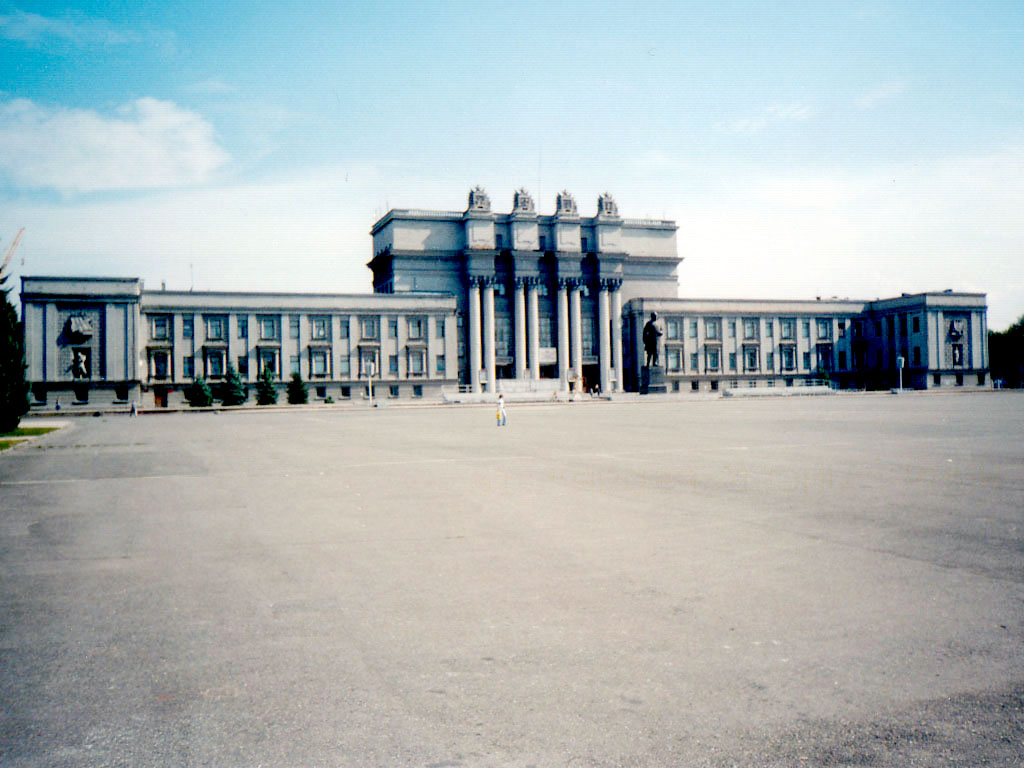
Opern- und Ballett-Theater Samara